# Kurt Ettinger
Kurt Ettinger (Viena, 19 de noviembre de 1901-Innsbruck, 6 de enero de 1982) fue un deportista austríaco que compitió en esgrima, especialista en la modalidad de florete. Ganó tres medallas en el Campeonato Mundial de Esgrima entre los años 1931 y 1937.

## Palmarés internacional
| Campeonato Mundial | Campeonato Mundial | Campeonato Mundial | Campeonato Mundial  |
| Año                | Lugar              | Medalla            | Prueba              |
| ------------------ | ------------------ | ------------------ | ------------------- |
| 1931               | Viena (Austria)    | Medalla de bronce  | Florete por equipos |
| 1933               | Budapest (Hungría) | Medalla de plata   | Florete por equipos |
| 1937               | París (Francia)    | Medalla de bronce  | Florete por equipos |